# Досифей (Немчинов)
Архимандрит Досифей (Немчинов; около 1780, Рига — 6 (18) марта 1845, Москва) — архимандрит Русской православной церкви, настоятель Соловецкого монастыря (1826—1836), краевед.

## Биография
Родился в купеческой семье. Обучался в Рижской градской гимназии.
В 1796 году приехал в Соловецкий монастырь, через год определён в трудники обители. Принял монашеский постриг в 1799 году.
В апреле 1823 года был возведён в сан игумена митрополитом Новгородским и Санкт-Петербургским Серафимом (Глаголевским) и назначен настоятелем Кириллова Новгородского монастыря.
В 1826 году назначен настоятелем Соловецкого монастыря с возведением в сан архимандрита.
При Досифее были проведены значительные строительные работы, приобретено движимое и недвижимое имущество для приёма в монастырь богомольцев. Из Кеми при нём была организована доставка казенной почты.
24 января 1830 года «за старание и попечение о возложенной должности» российский император Николай I наградил отца Досифея орденом Святой Анны 2-й степени.
Был широко образованным человеком. Много заботился о монастырской библиотеке. В 1834 году он передал в библиотеку свыше 1000 рукописей и 2532 печатные книги. Собирал сведения по истории Севера. По материалам монастырского архива и библиотеки издал с поправками «Летописец Соловецкий» (1833), написал повесть о пустынножителях Соловецкого острова, копировал акты и грамоты из монастырского архива. Самым значительным сочинением Досифея стало трёхтомное описание Соловецкого монастыря, изданное в 1836 году.
В 1836 году переведён в Задонский монастырь Воронежской епархии.
Уволен на покой в московский Симонов монастырь. Умер и похоронен там же.

## Сочинения
- Архим. Досифей (Немчинов). Летописец Соловецкий на четыре столетия, от основания Соловецкого монастыря до настоящего времени, то есть с 1429 по 1833. — М., 1833. — 175 с.
- Топографическое и историческое описание ставропигиального первоклассного Соловецкого монастыря, с описанием подведомых сей обители монастырей и скитов, и с помещением всех достопримечательных подлинных Царских и знаменитых Духовных особ грамат, служивших к пополнению достопамятных происшествий, которые почерпнуты и из Архивных дел и старинных Летописей. / Собрано Соловецкого монастыря Архимандритом и Кавалером Досифеем. — М.: Университетская Типография, 1834. — 192 с.
- Географическое, историческое и статистическое описание ставропигиального первоклассного Соловецкого монастыря и других подведомых сей обители монастырей, скитов, приходских церквей и подворьев, с присовокуплением многих Царских, Патриарших и других знаменитых Гражданких и Духовных лиц, грамот, относящихся к Истории сего Монастыря, составленное трудами Соловецкого монастыря Архимандрита Досифея. — Первое издание. — М.: Университетская Типография, 1836. (Второе издание без перемен. — М.: Университетская Типография, 1853.) Часть 1, Часть 2, Часть 3.
- Открытие богомерзкой и богопротивной скопческой ереси // ЧОИДР. 1872. Кн. 1. Отд. 5. С. 111—174.